# Hyloscirtus callipeza
Hyloscirtus callipeza är en groddjursart som först beskrevs av William Edward Duellman 1989.  Hyloscirtus callipeza ingår i släktet Hyloscirtus och familjen lövgrodor. IUCN kategoriserar arten globalt som nära hotad. Inga underarter finns listade i Catalogue of Life.